# Bianka Lamade
Bianka Lamade (nascida em 30 de agosto de 1982) é uma tenista alemã profissional. Profissionalizou-se em 2000, com apenas dezessete anos, e em 2001 conquistou o primeiro e único título de simples no circuito da WTA, em Tashkent, vencendo a holandesa Seda Noorlander na final. Integrou à equipe alemã que disputou a Fed Cup em 2001 e 2002 — Bianka jogou seis partidas, vencendo apenas uma, contra Alicia Molik, que representa a Austrália.

## Títulos no circuito da WTA

### Simples (1)
| Legenda (Simples)        |
| Título do Grand Slam (0) |
| Campeonato da WTA (0)    |
| Nível I (0)              |
| Nível II (0)             |
| Nível III (0)            |
| Nível IV e V (1)         |
| Circuito ITF (3)         |

| Conclusão | N.º | Data                | Torneio               | Piso | Adversária      | Pontuação     |
| --------- | --- | ------------------- | --------------------- | ---- | --------------- | ------------- |
| Campeã    | 1.  | 17 de junho de 2001 | Tashkent, Uzbequistão | Duro | Seda Noorlander | 6–3, 2–6, 6–2 |